# Isles of Scilly Skybus
Isles of Scilly Skybus — британська авіакомпанія, що здійснює цілорічні регулярні рейси до островів Сіллі з аеропортів Лендз-Енд і Корнуолл у Корнуоллі, а також сезонні регулярні рейси з Ексетера. 
Їх головний офіс розташований у Пензансі, Корнуолл. 

«Isles of Scilly Skybus Limited» має експлуатаційну ліцензію Управління цивільної авіації Великої Британії типу B; дозволяється перевозити пасажирів, вантажі та пошту на повітряних судах з кількістю місць менше ніж 20 та/або вагою менше ніж 10 тонн. 

Авіакомпанія належить «Isles of Scilly Steamship Company». 

Материнська компанія здійснює транспортні послуги на острови Сіллі від свого імені, а також володіла нині неіснуючою Westward Airways.

## Історія
Авіакомпанія була заснована в березні 1984 року та почала свою діяльність у серпні 1984 року. 
Skybus виник як чартерний оператор на аеродромі Лендз-Енд, що обслуговував високочастотні рейси до островів Сіллі. 
Після скасування маршрутів Brymon Airways до/з островів оператор втрутився, спочатку обслуговуючи Плімут. 
Пізніше цей маршрут було скасовано, але з додаванням літаків Twin Otter мережа маршрутів розширилася до поточного складу. 
Авіакомпанія повністю належить Isles of Scilly Steamship Company, яка також керує пасажирським поромом RMV Scillonian III, а також вантажні послуги з Пензанса на острови. 
У червні 2009 року компанія Skybus відсвяткувала 25-річчя служби, пофарбувавши хвости літаків із позначкою 25 років. 
На початку сезону 2013 року було придбано додатковий літак Twin Otter після припинення вертолітних рейсів на острови та з них. 
Рейси до аеропортів Бристоля та Саутгемптона були скасовані наприкінці сезону 2012 року, щоб зосередитися на рейсах з Ексетера, Корнуолла та Лендз-Енду. 

## Напрямки

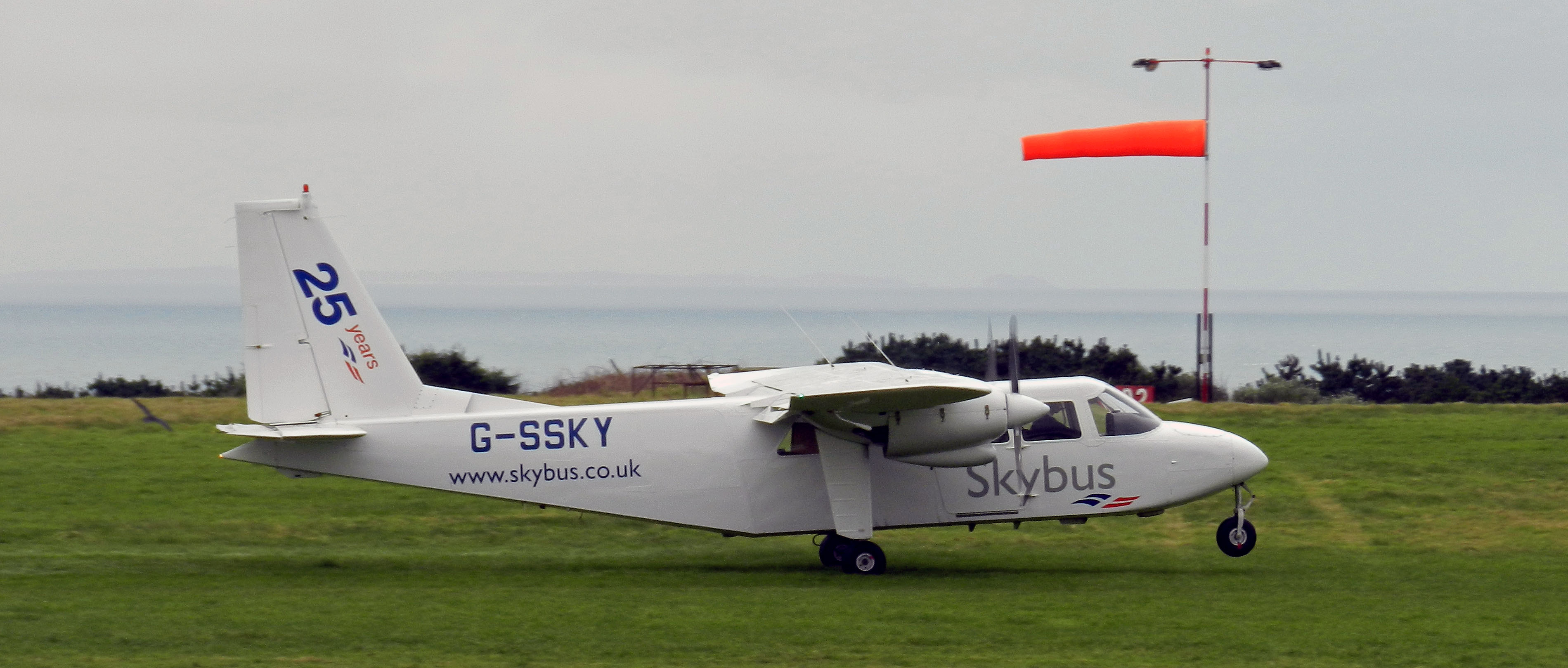
Літак авіакомпанії «Isles of Scilly Skybus»

Літаки базуються в аеропортах Лендз-Енд , Ньюкі-Корнуолл і Сент-Меріс.
| Регіон   | Аеропорт    | Примітки          | Refs  |
| -------- | ----------- | ----------------- | ----- |
| Корнуолл | Лендз-Енд   | Базовий           | [ 6 ] |
| Корнуолл | Корнуолл    | Сезонний          | [ 6 ] |
| Корнуолл | Сент-Мерріс | Точка призначення | [ 6 ] |
| Девон    | Ексетер     | Сезонний          | [ 6 ] |

Історично Skybus літав до аеропортів Брістоля, Саутгемптона, Кардіффа у Великій Британії, аеропорту Сен-Бріє-Армор у Франції та нині неіснуючого аеропорту Плімута.

## Флот

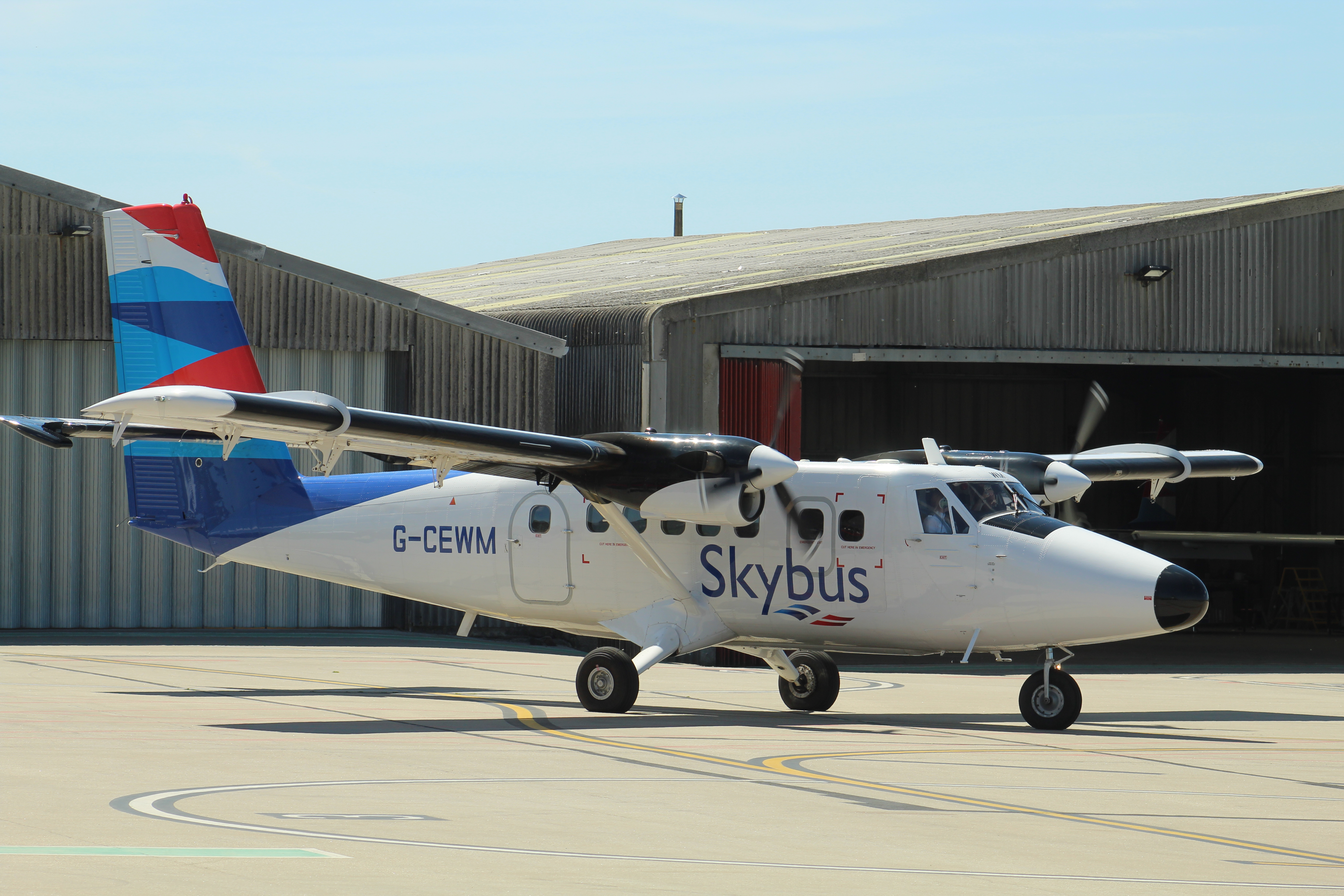
Літак Twin Otter G-CEWM авіакомпанії «Isles of Scilly Skybus»

## Флот[7][8]
| Літак                                | Всього | Пасажири | Примітки |
| ------------------------------------ | ------ | -------- | -------- |
| De Havilland Canada DHC-6 Twin Otter | 4      | 19       |          |
| Britten-Norman BN-2 Islander         | 3      | 8        |          |
| Всього                               | 7      |          |          |